# 38250 Tartois
38250 Tartois è un asteroide della fascia principale. Scoperto nel 1999, presenta un'orbita caratterizzata da un semiasse maggiore pari a 3,1678143 UA e da un'eccentricità di 0,1879653, inclinata di 2,34793° rispetto all'eclittica.